# Njáll Þorgeirsson

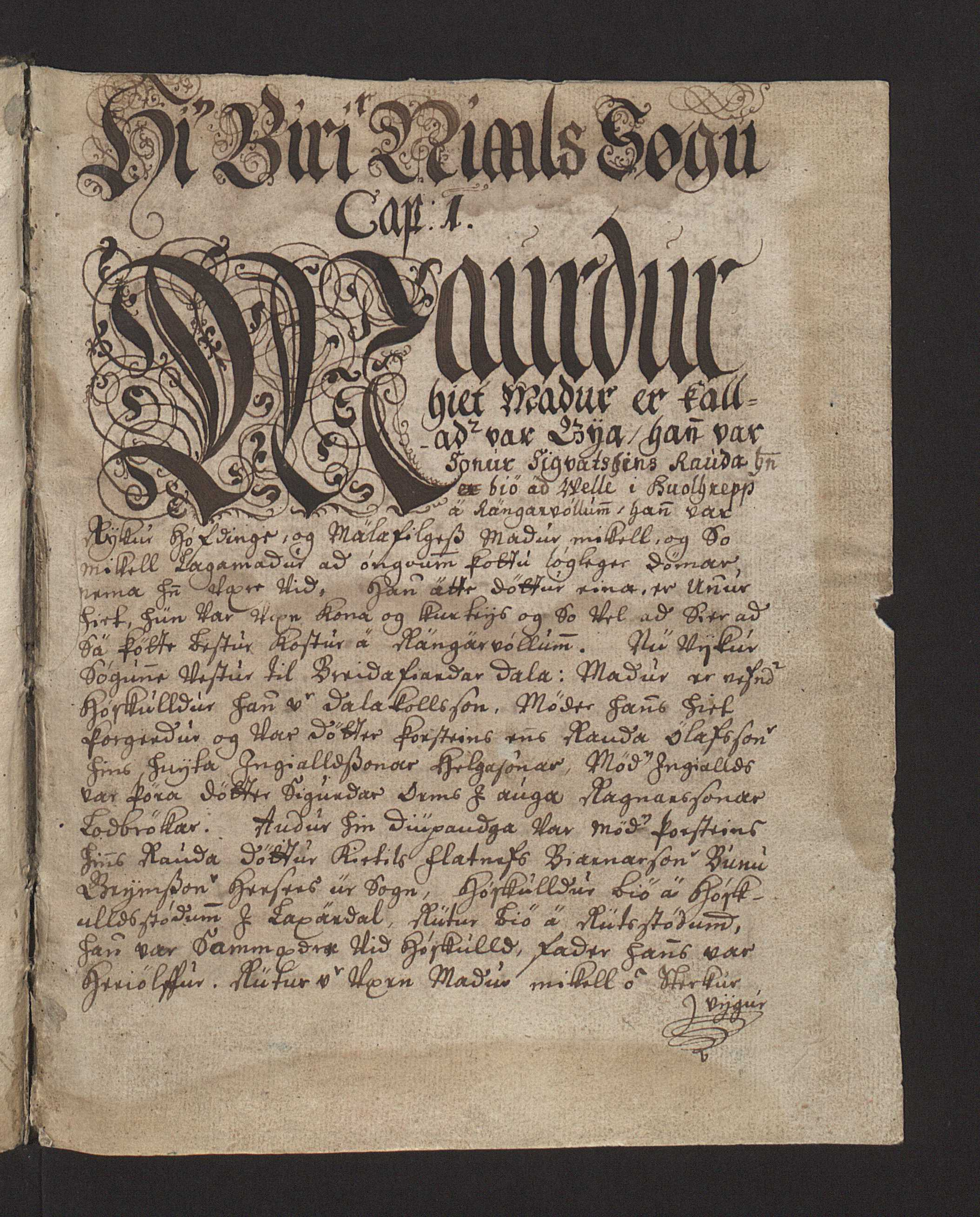
Manuskrypt, na którym znajduje się fragment sagi o Njálu

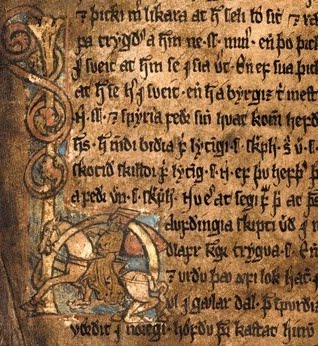
Fragment sagi o Njálu

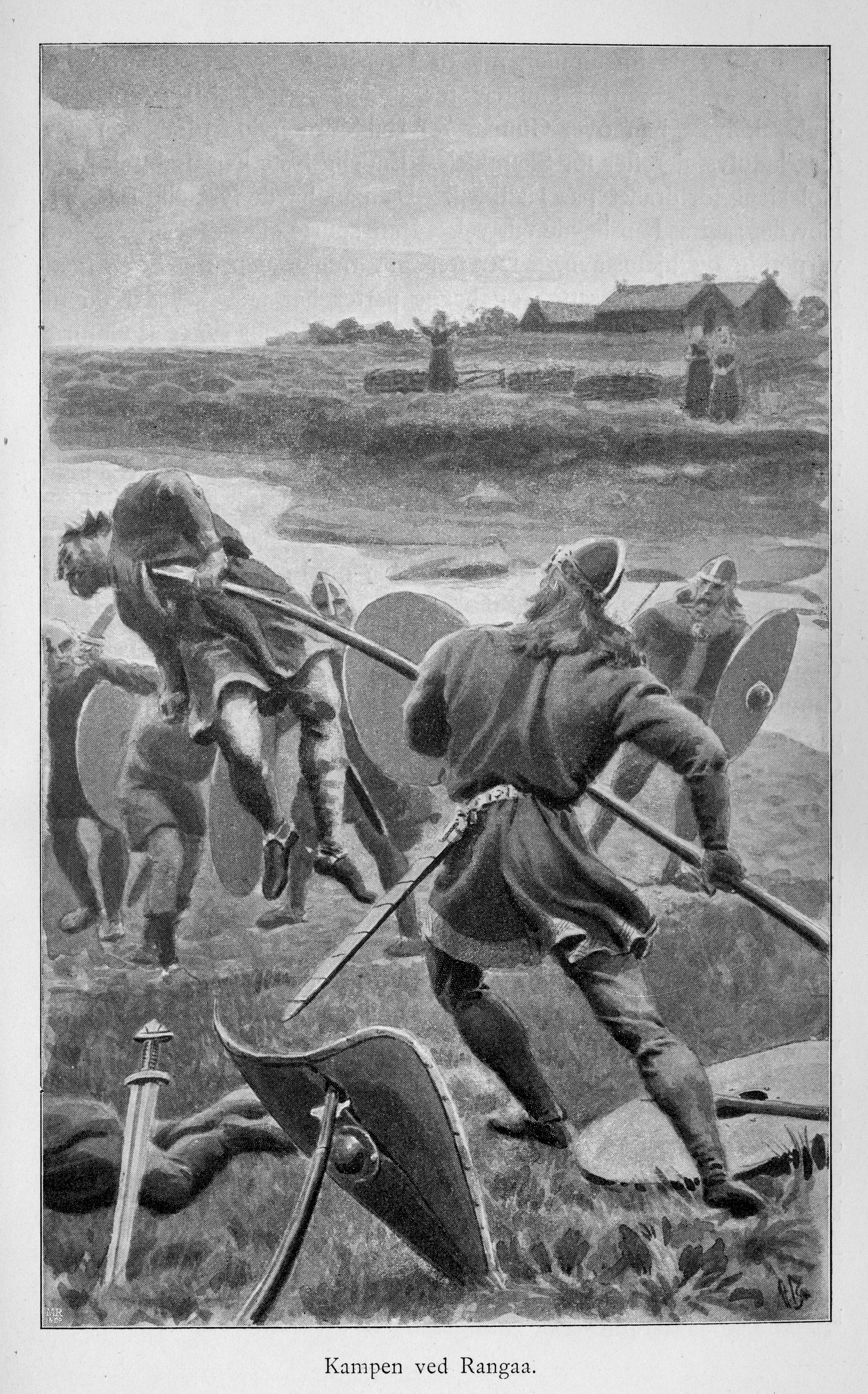
Gunnar Hámundarson w trakcie walki

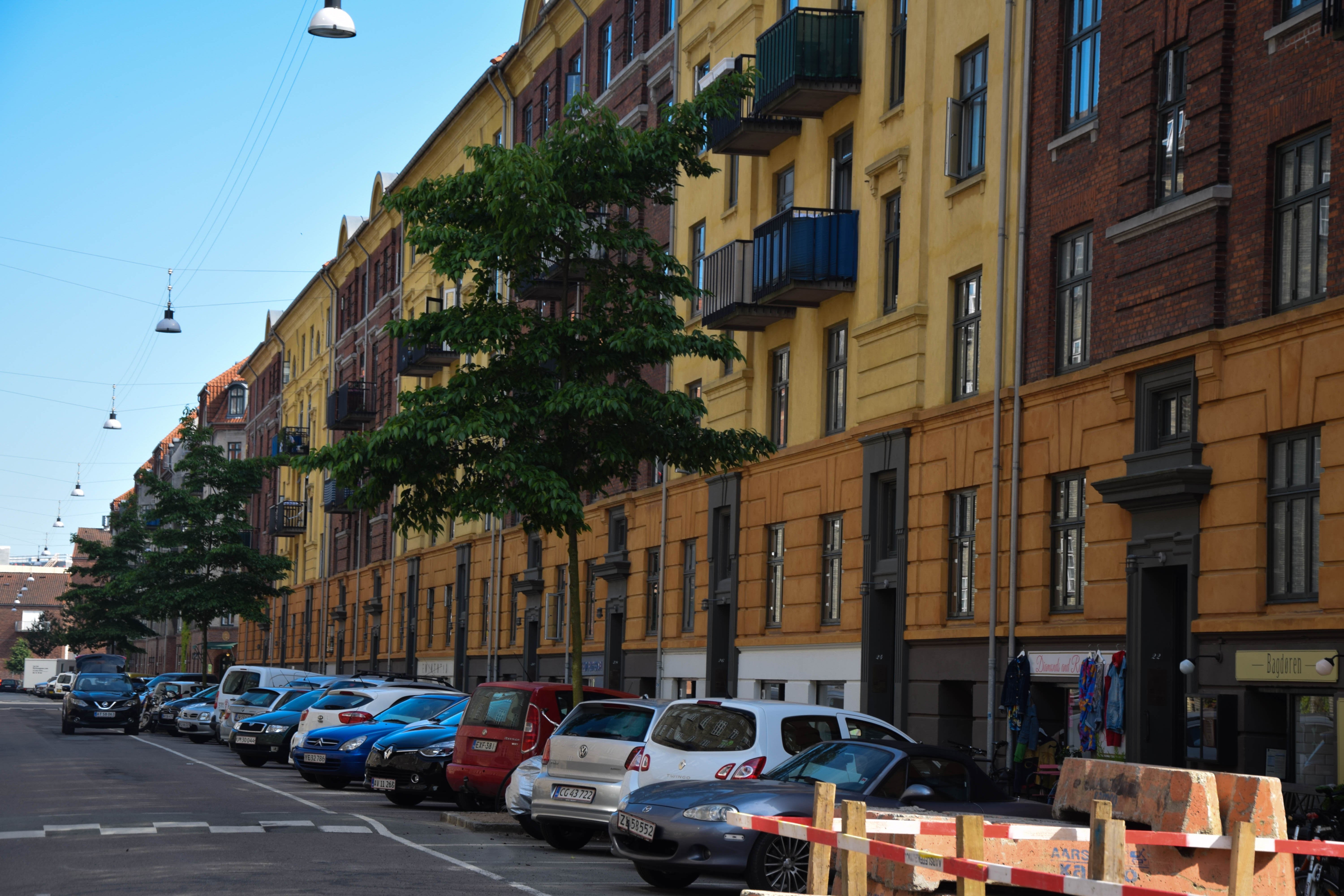
Ulica nazwana imieniem Njálla Þorgeirssona w Kopenhadze

Njáll Þorgeirsson – islandzki prawnik żyjący w X wieku; tytułowy bohaterów sagi o Njálu. Jego bliskim przyjacielem był  Gunnar Hámundarson. Njáll Þorgeirsson mieszkał w Bergþórshvoll, gdzie zginął w trakcie pożaru domu.

## Życiorys
Njáll był synem Þorgeira Ófeigssona. Dziadek Njálla popadł w niełaskę króla i został zabity. Po tym wydarzeniu jego rodzina osiedliła się na Islandii, sam Njáll zamieszkał w Bergþórshvoll. Ożenił się z Bergþórą Skarphéðinsdóttir, z którą miał sześcioro dzieci – synów Skarphéðinna, Grímura, Helgiego oraz córki Þorgerður i Helgę. Imię trzeciej córki Njálla nie zachowało się w źródłach historycznych. Njáll Þorgeirsson był bogatym, wykształconym człowiekiem. Nie nosił brody, która była charakterystyczną cechą średniowiecznego Skandynawa. Zgodnie z przekazami był niezwykle zdolnym prawnikiem słynącym z roztropności. Sam wyznając chrześcijaństwo, mał bliskiego przyjaciela, poganina Gunnara Hámundarsona.

## Njáll Þorgeirsson w sadze o Njálu
W sadze Njáll Þorgeirsson występuje jako mędrzec, który nigdy nie odmawia pomocy potrzebującym. Nie jest wojownikiem, w przeciwieństwie do swojego przyjaciela Gunnara. Njáll często doradzał również Gunnarowi, który chętnie korzystał z jego pomocy. Rady Njálla były niezwykle cenne w świetle sporów prowadzonych przez Gunnara.
Kiedy Njáll był już starym człowiekiem, jego synowie sprowokowali inną rodzinę do ataku na dwór Njálla w Bergþórshvoll. Budynek został otoczony przez stu mężczyzn, którzy następnie go podpalili. Njáll pomimo szansy na ucieczkę, pozostaje w domu. Tłumaczy członkom rodziny, że jedyny Bóg jest miłosierny, a spłonięcie pozwoli im się oczyścić z grzechów.  Njáll ginie wraz z resztą rodziny w pożarze, dlatego saga Njálu w języku islandzkim jest nazywana również sagą o płonącym Njállu (isl. Brennu-Njáls saga).

## Njáll Þorgeirsson jako bohater literacki
W sadze  Njáll Þorgeirsson opisywany jest jako lojalny i wierny przyjaciel. Pomagał wszystkim, którzy poprosili go o pomoc. W przeciwieństwie do swojego przyjaciela Gunnara Hámundarsona nigdy nie uciekał się do przemocy. Njáll Þorgeirsson jest chrześcijaninem, który jest w stanie poświęcić własne życie dla wiary.